# Aphis inedita
Aphis inedita är en insektsart. Aphis inedita ingår i släktet Aphis och familjen långrörsbladlöss. Inga underarter finns listade i Catalogue of Life.